# ابراهیم نکو
ابراهیم نکو نمایندهٔ مجلس و عضو کمیسیون اقتصادی مجلس شورای اسلامی و دبیر کمیسیون اقتصادی دورهٔ نهم مجلس شورای اسلامی از حوزه‌های بهارستان و رباط کریم است.  او دبیر مدارس شهرستان‌های رباط کریم و بهارستان بوده در دورهٔ اول انتخابات شوراهای شهر نسیم‌شهر از توابع شهرستان بهارستان توانست رتبهٔ اول شورای شهر را کسب کند.